# Phyllogomphoides cassiopeia
Phyllogomphoides cassiopeia – gatunek ważki z rodziny gadziogłówkowatych (Gomphidae). Występuje na terenie Ameryki Południowej.